# Avenue de la Porte-de-Vanves
L'avenue de la Porte-de-Vanves est une voie du 14e arrondissement de Paris, en France.

## Situation et accès
L'avenue de la Porte-de-Vanves est une voie située dans le 14e arrondissement de Paris. Elle débute place de la Porte-de-Vanves et se termine boulevard Adolphe-Pinard, face à la place de la République à Malakoff.

## Origine du nom

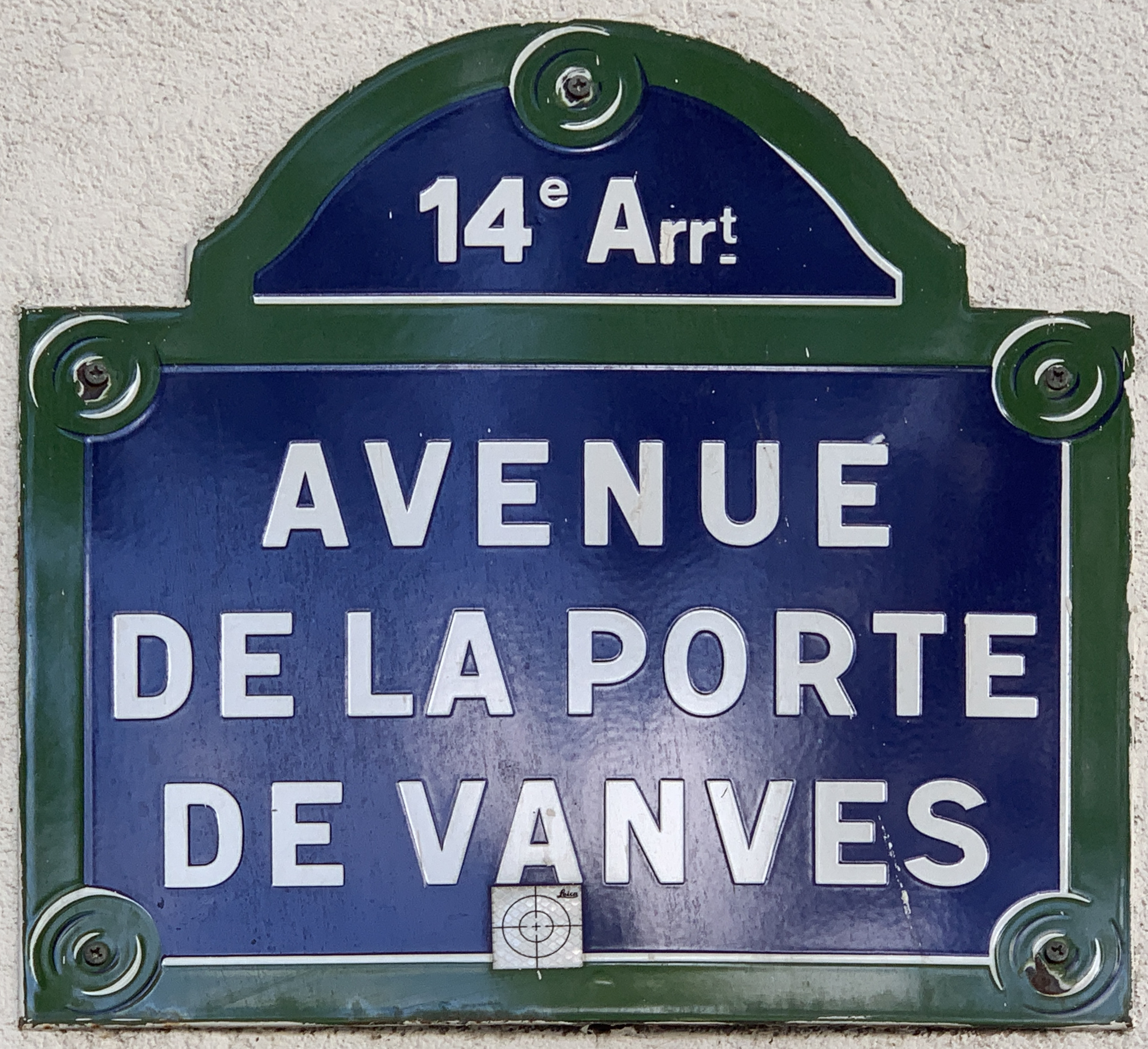
Plaque de l'avenue.

L'origine de son nom renvoie à son emplacement, l'ancienne porte de Vanves de l'enceinte de Thiers.

## Historique
Cette avenue était initialement le chemin vicinal no 1, l'ancienne « avenue de la République », située sur le territoire de la commune de Malakoff, annexée à Paris par décret du 3 avril 1925.